# Campeón de Campeones Femenil 2021-22
La copa Campeón de Campeones Femenil 2021-22 fue la II edición del Campeón de Campeones de la Liga MX Femenil. Después de que la primera edición no se disputará por el bicampeonato de Tigres Femenil en los torneos Guard1anes 2020 y Guard1anes Clausura 2021. Esta edición fue la primera en que se disputará bajo el formato de serie de partidos a ida y vuelta, enfrentando a las Rayadas de Monterrey, campeonas del Grita México Apertura 2021 y a las Chivas Femenil, quienes fueron campeonas del Grita X La Paz Clausura 2022.
En una serie donde fue notable el cansancio de las futbolistas por venir de disputar la liguilla (Chivas por el reciente título, y Rayadas por la eliminación en semifinales), llevó a una serie de partidos cerrados pero disputados, al final, el global 1:1 llevó a la tanda de penales donde el Guadalajara venció finalmente a las Rayadas 0:3.

## Sistema de competición
Disputarán la copa Campeón de Campeonas Femenil 2021-22 las campeonas de los torneos Grita México Apertura 2021 y Grita X La Paz Clausura 2022. El Club con mayor número de puntos en la Tabla general de clasificación de la Temporada 2021-2022, (tabla que suma los puntos obtenidos por los Clubes participantes durante ambos Torneos) y tomando en cuenta los criterios de desempate establecidos en el reglamento de competencia, será el que juegue como local el partido de vuelta, eligiendo la fecha y horario del mismo.
El Club vencedor del Campeón de Campeonas será aquel que en los dos partidos anote el mayor número de goles, criterio conocido como marcador global. Si al término del tiempo reglamentario el partido está empatado, se procederá a lanzar tiros penales, hasta que resulte una vencedora.

## Información de los equipos
| Equipo      | Entrenador(a)     | Estadio | Ciudad                |
| ----------- | ----------------- | ------- | --------------------- |
| Monterrey   | Eva Espejo        | BBVA    | Monterrey, Nuevo León |
| Guadalajara | Juan Pablo Alfaro | Akron   | Guadalajara, Jalisco  |

## Serie de partidos
| 27 de mayo de 2022 | Guadalajara      | 1:1 (1:0) | Monterrey         | Estadio Akron, Zapopan                                                 |                                                                        |
| 21:06 (UTC-5)      | C. Jaramillo 30' | Reporte   | 57' C. Burkenroad | Asistencia: 14 642 espectadores Árbitro(s): Katia Itzel García Mendoza | Asistencia: 14 642 espectadores Árbitro(s): Katia Itzel García Mendoza |

| 30 de mayo de 2022                                                               | Monterrey                            | 0:0 0:0) (0:3 p.)(Global 1:1) | Guadalajara                            | Estadio BBVA, Guadalupe                                             |                                                                     |
| 20:06 (UTC-5)                                                                    |                                      | Reporte                       |                                        | Asistencia: 15 175 espectadores Árbitro(s): Karen Hernández Andrade | Asistencia: 15 175 espectadores Árbitro(s): Karen Hernández Andrade |
|                                                                                  |                                      | Tiros desde el punto penal    |                                        |                                                                     |                                                                     |
|                                                                                  | D. Monsiváis · M. Cadena · R. Bernal |                               | A. Cervantes · C. Montero · J. Montoya |                                                                     |                                                                     |
| Guadalajara es Campeón de Campeonas Femenil tras vencer en tanda de penales 0:3. |                                      |                               |                                        |                                                                     |                                                                     |

### Partido de ida
| 1     | Guardameta     | Celeste Espino      |     |
| 4     | Defensa        | Michelle González   |     |
| 5     | Defensa        | Karol Bernal        | 76' |
| 27    | Defensa        | Kinberly Guzmán     |     |
| 3     | Defensa        | Damaris Godinez     |     |
| 18    | Centrocampista | Susan Bejarano      | 61' |
| 16    | Centrocampista | Victoria Acevedo    | 61' |
| 8     | Centrocampista | Carolina Jaramillo  | 85' |
| 9     | Delantero      | Gabriela Valenzuela | 85' |
| 13    | Delantero      | Joseline Montoya    |     |
| 24    | Delantero      | Alicia Cervantes    |     |
| D. T. | D. T.          | Juan Pablo Alfaro   |     |

| 12    | POR   | Alejandría Godinez   |     |
| 4     | DEF   | Rebeca Bernal        |     |
| 19    | DEF   | Mariana Cadena       |     |
| 14    | DEF   | Alejandra Calderón   |     |
| 5     | DEF   | Mónica Flores        |     |
| 26    | MED   | Valeria Valdez       |     |
| 17    | MED   | Yamilé Franco        |     |
| 8     | MED   | Diana Evangelista    | 66' |
| 20    | MED   | Daniela Solís        | 90' |
| 21    | DEL   | Bárbara Olivieri     | 45' |
| 2     | DEL   | Christina Burkenroad |     |
| D. T. | D. T. | Eva Espejo           |     |

| 22 | Centrocampista | Isablla Gutiérrez | 61' |
| 7  | Centrocampista | Casandra Montero  | 61' |
| 26 | Defensa        | Angélica Torres   | 76' |
| 19 | Defensa        | Hilary García     | 85' |
| 11 | Delantero      | Anette Vázquez    | 85' |

| 9  | Delantero | Desirée Monsiváis | 45' |
| 18 | Delantero | Aylin Aviléz      | 66' |
| 15 | Delantero | Samantha Simental | 90' |

| 30' | Carolina Jaramillo | 1:0 |

| 57' | Christina Burkenroad | 1:1 |

| 16' · 67' · 67' | Barbara Olivieri Mónica Flores Desirée Monsiváis |

| Principal  | Katia Itzel García Mendoza     |
| Asistentes | Karla Angélica Flores Ortega   |
|            | Paola Gabriela Martínez Loredo |
| Cuarto     | Diana Stephanía Pérez Borja    |

|  |                   |   |   |
|  | Saques de esquina | 2 | 1 |

| 1     | Guardameta     | Celeste Espino      |     |
| 4     | Defensa        | Michelle González   |     |
| 5     | Defensa        | Karol Bernal        | 76' |
| 27    | Defensa        | Kinberly Guzmán     |     |
| 3     | Defensa        | Damaris Godinez     |     |
| 18    | Centrocampista | Susan Bejarano      | 61' |
| 16    | Centrocampista | Victoria Acevedo    | 61' |
| 8     | Centrocampista | Carolina Jaramillo  | 85' |
| 9     | Delantero      | Gabriela Valenzuela | 85' |
| 13    | Delantero      | Joseline Montoya    |     |
| 24    | Delantero      | Alicia Cervantes    |     |
| D. T. | D. T.          | Juan Pablo Alfaro   |     |

| 12    | POR   | Alejandría Godinez   |     |
| 4     | DEF   | Rebeca Bernal        |     |
| 19    | DEF   | Mariana Cadena       |     |
| 14    | DEF   | Alejandra Calderón   |     |
| 5     | DEF   | Mónica Flores        |     |
| 26    | MED   | Valeria Valdez       |     |
| 17    | MED   | Yamilé Franco        |     |
| 8     | MED   | Diana Evangelista    | 66' |
| 20    | MED   | Daniela Solís        | 90' |
| 21    | DEL   | Bárbara Olivieri     | 45' |
| 2     | DEL   | Christina Burkenroad |     |
| D. T. | D. T. | Eva Espejo           |     |

| 22 | Centrocampista | Isablla Gutiérrez | 61' |
| 7  | Centrocampista | Casandra Montero  | 61' |
| 26 | Defensa        | Angélica Torres   | 76' |
| 19 | Defensa        | Hilary García     | 85' |
| 11 | Delantero      | Anette Vázquez    | 85' |

| 9  | Delantero | Desirée Monsiváis | 45' |
| 18 | Delantero | Aylin Aviléz      | 66' |
| 15 | Delantero | Samantha Simental | 90' |

| 30' | Carolina Jaramillo | 1:0 |

| 57' | Christina Burkenroad | 1:1 |

| 16' · 67' · 67' | Barbara Olivieri Mónica Flores Desirée Monsiváis |

| Principal  | Katia Itzel García Mendoza     |
| Asistentes | Karla Angélica Flores Ortega   |
|            | Paola Gabriela Martínez Loredo |
| Cuarto     | Diana Stephanía Pérez Borja    |

|  |                   |   |   |
|  | Saques de esquina | 2 | 1 |

| 1     | Guardameta     | Celeste Espino      |     |
| 4     | Defensa        | Michelle González   |     |
| 5     | Defensa        | Karol Bernal        | 76' |
| 27    | Defensa        | Kinberly Guzmán     |     |
| 3     | Defensa        | Damaris Godinez     |     |
| 18    | Centrocampista | Susan Bejarano      | 61' |
| 16    | Centrocampista | Victoria Acevedo    | 61' |
| 8     | Centrocampista | Carolina Jaramillo  | 85' |
| 9     | Delantero      | Gabriela Valenzuela | 85' |
| 13    | Delantero      | Joseline Montoya    |     |
| 24    | Delantero      | Alicia Cervantes    |     |
| D. T. | D. T.          | Juan Pablo Alfaro   |     |

| 12    | POR   | Alejandría Godinez   |     |
| 4     | DEF   | Rebeca Bernal        |     |
| 19    | DEF   | Mariana Cadena       |     |
| 14    | DEF   | Alejandra Calderón   |     |
| 5     | DEF   | Mónica Flores        |     |
| 26    | MED   | Valeria Valdez       |     |
| 17    | MED   | Yamilé Franco        |     |
| 8     | MED   | Diana Evangelista    | 66' |
| 20    | MED   | Daniela Solís        | 90' |
| 21    | DEL   | Bárbara Olivieri     | 45' |
| 2     | DEL   | Christina Burkenroad |     |
| D. T. | D. T. | Eva Espejo           |     |

| 22 | Centrocampista | Isablla Gutiérrez | 61' |
| 7  | Centrocampista | Casandra Montero  | 61' |
| 26 | Defensa        | Angélica Torres   | 76' |
| 19 | Defensa        | Hilary García     | 85' |
| 11 | Delantero      | Anette Vázquez    | 85' |

| 9  | Delantero | Desirée Monsiváis | 45' |
| 18 | Delantero | Aylin Aviléz      | 66' |
| 15 | Delantero | Samantha Simental | 90' |

| 30' | Carolina Jaramillo | 1:0 |

| 57' | Christina Burkenroad | 1:1 |

| 16' · 67' · 67' | Barbara Olivieri Mónica Flores Desirée Monsiváis |

| Principal  | Katia Itzel García Mendoza     |
| Asistentes | Karla Angélica Flores Ortega   |
|            | Paola Gabriela Martínez Loredo |
| Cuarto     | Diana Stephanía Pérez Borja    |

|  |                   |   |   |
|  | Saques de esquina | 2 | 1 |

| 1     | Guardameta     | Celeste Espino      |     |
| 4     | Defensa        | Michelle González   |     |
| 5     | Defensa        | Karol Bernal        | 76' |
| 27    | Defensa        | Kinberly Guzmán     |     |
| 3     | Defensa        | Damaris Godinez     |     |
| 18    | Centrocampista | Susan Bejarano      | 61' |
| 16    | Centrocampista | Victoria Acevedo    | 61' |
| 8     | Centrocampista | Carolina Jaramillo  | 85' |
| 9     | Delantero      | Gabriela Valenzuela | 85' |
| 13    | Delantero      | Joseline Montoya    |     |
| 24    | Delantero      | Alicia Cervantes    |     |
| D. T. | D. T.          | Juan Pablo Alfaro   |     |

| 12    | POR   | Alejandría Godinez   |     |
| 4     | DEF   | Rebeca Bernal        |     |
| 19    | DEF   | Mariana Cadena       |     |
| 14    | DEF   | Alejandra Calderón   |     |
| 5     | DEF   | Mónica Flores        |     |
| 26    | MED   | Valeria Valdez       |     |
| 17    | MED   | Yamilé Franco        |     |
| 8     | MED   | Diana Evangelista    | 66' |
| 20    | MED   | Daniela Solís        | 90' |
| 21    | DEL   | Bárbara Olivieri     | 45' |
| 2     | DEL   | Christina Burkenroad |     |
| D. T. | D. T. | Eva Espejo           |     |

| 22 | Centrocampista | Isablla Gutiérrez | 61' |
| 7  | Centrocampista | Casandra Montero  | 61' |
| 26 | Defensa        | Angélica Torres   | 76' |
| 19 | Defensa        | Hilary García     | 85' |
| 11 | Delantero      | Anette Vázquez    | 85' |

| 9  | Delantero | Desirée Monsiváis | 45' |
| 18 | Delantero | Aylin Aviléz      | 66' |
| 15 | Delantero | Samantha Simental | 90' |

| 30' | Carolina Jaramillo | 1:0 |

| 57' | Christina Burkenroad | 1:1 |

| 16' · 67' · 67' | Barbara Olivieri Mónica Flores Desirée Monsiváis |

| Principal  | Katia Itzel García Mendoza     |
| Asistentes | Karla Angélica Flores Ortega   |
|            | Paola Gabriela Martínez Loredo |
| Cuarto     | Diana Stephanía Pérez Borja    |

|  |                   |   |   |
|  | Saques de esquina | 2 | 1 |

### Partido de vuelta
| 12    | POR   | Alejandría Godínez   |     |
| 4     | DEF   | Rebeca Bernal        |     |
| 19    | DEF   | Mariana Cadena       |     |
| 5     | DEF   | Mónica Flores        | 45' |
| 14    | DEF   | Alejandra Calderón   |     |
| 17    | MED   | Yamile Franco        |     |
| 8     | MED   | Diana Evangelista    | 78' |
| 22    | MED   | Diana García         |     |
| 2     | DEL   | Christina Burkenroad | 34' |
| 20    | DEL   | Daniela Solís        |     |
| 9     | DEL   | Desirée Monsiváis    |     |
| D. T. | D. T. | Eva Espejo           |     |

| 1     | POR   | Celeste Espino      | 90' |
| 2     | DEF   | Diana Rodríguez     |     |
| 3     | DEF   | Damaris Godínez     | 62' |
| 26    | DEF   | Angélica Torres     |     |
| 27    | DEF   | Kinberly Guzmán     |     |
| 7     | MED   | Casandra Montero    |     |
| 8     | MED   | Carolina Jaramillo  |     |
| 18    | MED   | Susan Bejarano      | 62' |
| 13    | MED   | Joseline Montoya    |     |
| 9     | DEL   | Gabriela Valenzuela | 78' |
| 24    | DEL   | Alicia Cervantes    |     |
| D. T. | D. T. | Juan Pablo Alfaro   |     |

| 18 | Delantero      | Aylin Aviléz     | 34' |
| 3  | Defensa        | María Sánchez    | 45' |
| 21 | Centrocampista | Barbara Olivieri | 78' |

| 5  | Defensa        | Karol Bernal      | 62' |
| 16 | Centrocampista | Victoria Acevedo  | 62' |
| 4  | Defensa        | Michelle González | 78' |
| 12 | Guardameta     | Blanca Félix      | 90' |

| - | - | - |

| - | - | - |

| Fallo de penal · Fallo de penal · Fallo de penal | Desirée Monsiváis Mariana Cadena Rebeca Bernal | 0:1 0:2 0:3 |

| Acierto de penal · Acierto de penal · Acierto de penal | Alicia Cervantes Casandra Montero Joseline Montoya | 0:1 0:2 0:3 |

| 61' · 65' · 90' | Diana Evangelista Diana García Alejandra Calderón |

| 47' · 50' · 58' · 90' | Diana Rodríguez Damaris Godínez Susan Bejarano Carolina Jaramillo |

| Principal  | Karen Hernández Andrade              |
| Asistentes | Yudilia Carolina Briones Covarrubias |
|            | María Fernanda Ávila Oropeza         |
| Cuarto     | Francia María González Martínez      |

|  |                   |   |   |
|  | Tiros a puerta    | 1 | 3 |
|  | Saques de esquina | 2 | 0 |

| 12    | POR   | Alejandría Godínez   |     |
| 4     | DEF   | Rebeca Bernal        |     |
| 19    | DEF   | Mariana Cadena       |     |
| 5     | DEF   | Mónica Flores        | 45' |
| 14    | DEF   | Alejandra Calderón   |     |
| 17    | MED   | Yamile Franco        |     |
| 8     | MED   | Diana Evangelista    | 78' |
| 22    | MED   | Diana García         |     |
| 2     | DEL   | Christina Burkenroad | 34' |
| 20    | DEL   | Daniela Solís        |     |
| 9     | DEL   | Desirée Monsiváis    |     |
| D. T. | D. T. | Eva Espejo           |     |

| 1     | POR   | Celeste Espino      | 90' |
| 2     | DEF   | Diana Rodríguez     |     |
| 3     | DEF   | Damaris Godínez     | 62' |
| 26    | DEF   | Angélica Torres     |     |
| 27    | DEF   | Kinberly Guzmán     |     |
| 7     | MED   | Casandra Montero    |     |
| 8     | MED   | Carolina Jaramillo  |     |
| 18    | MED   | Susan Bejarano      | 62' |
| 13    | MED   | Joseline Montoya    |     |
| 9     | DEL   | Gabriela Valenzuela | 78' |
| 24    | DEL   | Alicia Cervantes    |     |
| D. T. | D. T. | Juan Pablo Alfaro   |     |

| 18 | Delantero      | Aylin Aviléz     | 34' |
| 3  | Defensa        | María Sánchez    | 45' |
| 21 | Centrocampista | Barbara Olivieri | 78' |

| 5  | Defensa        | Karol Bernal      | 62' |
| 16 | Centrocampista | Victoria Acevedo  | 62' |
| 4  | Defensa        | Michelle González | 78' |
| 12 | Guardameta     | Blanca Félix      | 90' |

| - | - | - |

| - | - | - |

| Fallo de penal · Fallo de penal · Fallo de penal | Desirée Monsiváis Mariana Cadena Rebeca Bernal | 0:1 0:2 0:3 |

| Acierto de penal · Acierto de penal · Acierto de penal | Alicia Cervantes Casandra Montero Joseline Montoya | 0:1 0:2 0:3 |

| 61' · 65' · 90' | Diana Evangelista Diana García Alejandra Calderón |

| 47' · 50' · 58' · 90' | Diana Rodríguez Damaris Godínez Susan Bejarano Carolina Jaramillo |

| Principal  | Karen Hernández Andrade              |
| Asistentes | Yudilia Carolina Briones Covarrubias |
|            | María Fernanda Ávila Oropeza         |
| Cuarto     | Francia María González Martínez      |

|  |                   |   |   |
|  | Tiros a puerta    | 1 | 3 |
|  | Saques de esquina | 2 | 0 |

| 12    | POR   | Alejandría Godínez   |     |
| 4     | DEF   | Rebeca Bernal        |     |
| 19    | DEF   | Mariana Cadena       |     |
| 5     | DEF   | Mónica Flores        | 45' |
| 14    | DEF   | Alejandra Calderón   |     |
| 17    | MED   | Yamile Franco        |     |
| 8     | MED   | Diana Evangelista    | 78' |
| 22    | MED   | Diana García         |     |
| 2     | DEL   | Christina Burkenroad | 34' |
| 20    | DEL   | Daniela Solís        |     |
| 9     | DEL   | Desirée Monsiváis    |     |
| D. T. | D. T. | Eva Espejo           |     |

| 1     | POR   | Celeste Espino      | 90' |
| 2     | DEF   | Diana Rodríguez     |     |
| 3     | DEF   | Damaris Godínez     | 62' |
| 26    | DEF   | Angélica Torres     |     |
| 27    | DEF   | Kinberly Guzmán     |     |
| 7     | MED   | Casandra Montero    |     |
| 8     | MED   | Carolina Jaramillo  |     |
| 18    | MED   | Susan Bejarano      | 62' |
| 13    | MED   | Joseline Montoya    |     |
| 9     | DEL   | Gabriela Valenzuela | 78' |
| 24    | DEL   | Alicia Cervantes    |     |
| D. T. | D. T. | Juan Pablo Alfaro   |     |

| 18 | Delantero      | Aylin Aviléz     | 34' |
| 3  | Defensa        | María Sánchez    | 45' |
| 21 | Centrocampista | Barbara Olivieri | 78' |

| 5  | Defensa        | Karol Bernal      | 62' |
| 16 | Centrocampista | Victoria Acevedo  | 62' |
| 4  | Defensa        | Michelle González | 78' |
| 12 | Guardameta     | Blanca Félix      | 90' |

| - | - | - |

| - | - | - |

| Fallo de penal · Fallo de penal · Fallo de penal | Desirée Monsiváis Mariana Cadena Rebeca Bernal | 0:1 0:2 0:3 |

| Acierto de penal · Acierto de penal · Acierto de penal | Alicia Cervantes Casandra Montero Joseline Montoya | 0:1 0:2 0:3 |

| 61' · 65' · 90' | Diana Evangelista Diana García Alejandra Calderón |

| 47' · 50' · 58' · 90' | Diana Rodríguez Damaris Godínez Susan Bejarano Carolina Jaramillo |

| Principal  | Karen Hernández Andrade              |
| Asistentes | Yudilia Carolina Briones Covarrubias |
|            | María Fernanda Ávila Oropeza         |
| Cuarto     | Francia María González Martínez      |

|  |                   |   |   |
|  | Tiros a puerta    | 1 | 3 |
|  | Saques de esquina | 2 | 0 |

| 12    | POR   | Alejandría Godínez   |     |
| 4     | DEF   | Rebeca Bernal        |     |
| 19    | DEF   | Mariana Cadena       |     |
| 5     | DEF   | Mónica Flores        | 45' |
| 14    | DEF   | Alejandra Calderón   |     |
| 17    | MED   | Yamile Franco        |     |
| 8     | MED   | Diana Evangelista    | 78' |
| 22    | MED   | Diana García         |     |
| 2     | DEL   | Christina Burkenroad | 34' |
| 20    | DEL   | Daniela Solís        |     |
| 9     | DEL   | Desirée Monsiváis    |     |
| D. T. | D. T. | Eva Espejo           |     |

| 1     | POR   | Celeste Espino      | 90' |
| 2     | DEF   | Diana Rodríguez     |     |
| 3     | DEF   | Damaris Godínez     | 62' |
| 26    | DEF   | Angélica Torres     |     |
| 27    | DEF   | Kinberly Guzmán     |     |
| 7     | MED   | Casandra Montero    |     |
| 8     | MED   | Carolina Jaramillo  |     |
| 18    | MED   | Susan Bejarano      | 62' |
| 13    | MED   | Joseline Montoya    |     |
| 9     | DEL   | Gabriela Valenzuela | 78' |
| 24    | DEL   | Alicia Cervantes    |     |
| D. T. | D. T. | Juan Pablo Alfaro   |     |

| 18 | Delantero      | Aylin Aviléz     | 34' |
| 3  | Defensa        | María Sánchez    | 45' |
| 21 | Centrocampista | Barbara Olivieri | 78' |

| 5  | Defensa        | Karol Bernal      | 62' |
| 16 | Centrocampista | Victoria Acevedo  | 62' |
| 4  | Defensa        | Michelle González | 78' |
| 12 | Guardameta     | Blanca Félix      | 90' |

| - | - | - |

| - | - | - |

| Fallo de penal · Fallo de penal · Fallo de penal | Desirée Monsiváis Mariana Cadena Rebeca Bernal | 0:1 0:2 0:3 |

| Acierto de penal · Acierto de penal · Acierto de penal | Alicia Cervantes Casandra Montero Joseline Montoya | 0:1 0:2 0:3 |

| 61' · 65' · 90' | Diana Evangelista Diana García Alejandra Calderón |

| 47' · 50' · 58' · 90' | Diana Rodríguez Damaris Godínez Susan Bejarano Carolina Jaramillo |

| Principal  | Karen Hernández Andrade              |
| Asistentes | Yudilia Carolina Briones Covarrubias |
|            | María Fernanda Ávila Oropeza         |
| Cuarto     | Francia María González Martínez      |

|  |                   |   |   |
|  | Tiros a puerta    | 1 | 3 |
|  | Saques de esquina | 2 | 0 |

| Campeón de Campeones Femenil 2021-22 |
| ------------------------------------ |
|                                      |
| Guadalajara                          |
| 1° Título                            |